# Striamea
Striamea Raven, 1981 è un genere di ragni appartenente alla famiglia Dipluridae.

## Etimologia
L'autore ha adoperato questo nome, l'esatto anagramma di Masteria L. Koch, 1873, per le strette somiglianze fra i due generi

## Distribuzione
Le due specie oggi note sono state reperite in Colombia: sono stati rinvenuti in due località della Sierra Nevada de Santa Marta, nella Colombia settentrionale.

## Caratteristiche
Questo genere si distingue da Masteria L. Koch, 1873 per la presenza di un vistoso pattern sul cefalotorace; per l'assenza di apofisi e di spinazioni sulle tibie del primo paio di zampe dei maschi e infine per la spermateca delle femmine non suddivisa, uniforme.

## Tassonomia
Non sono stati esaminati esemplari di questo genere dal 1981.
Attualmente, a giugno 2012, si compone di due specie:
- Striamea gertschi Raven, 1981 — Colombia
- Striamea magna Raven, 1981[3] — Colombia